# Station Kojszówka
Station Kojszówka is een spoorwegstation in de Poolse plaats Kojszówka.